# Chiawuli Tak
Chiawuli Tak es un lugar designado por el censo ubicado en el condado de Pima en el estado estadounidense de Arizona. En el Censo de 2010 tenía una población de 78 habitantes y una densidad poblacional de 12,37 personas por km².

## Geografía
Chiawuli Tak se encuentra ubicado en las coordenadas 31°56′27″N 111°46′35″O / 31.94083, -111.77639. Según la Oficina del Censo de los Estados Unidos, Chiawuli Tak tiene una superficie total de 6.31 km², de la cual 6.31 km² corresponden a tierra firme y (0%) 0 km² es agua.

## Demografía
Según el censo de 2010, había 78 personas residiendo en Chiawuli Tak. La densidad de población era de 12,37 hab./km². De los 78 habitantes, Chiawuli Tak estaba compuesto por el 0% blancos, el 0% eran afroamericanos, el 100% eran amerindios, el 0% eran asiáticos, el 0% eran isleños del Pacífico, el 0% eran de otras razas y el 0% pertenecían a dos o más razas. Del total de la población el 2.56% eran hispanos o latinos de cualquier raza.